# Großer Preis von Deutschland 2010
Der Große Preis von Deutschland 2010 (offiziell Formula 1 Grosser Preis Santander von Deutschland 2010) fand am 25. Juli auf dem Hockenheimring in Hockenheim statt und war das elfte Rennen der Formel-1-Weltmeisterschaft 2010.

## Berichte

### Hintergrund
Nach dem Großen Preis von Großbritannien führte Lewis Hamilton in der Fahrerwertung mit zwölf Punkten vor Jenson Button und mit 17 Punkten vor Mark Webber. In der Konstrukteurswertung führte McLaren-Mercedes mit 29 Punkten vor Red Bull-Renault und mit 113 Punkten vor Ferrari.
Fernando Alonso bestritt seinen 150. Grand Prix.
Vor dem Rennwochenende gab es einen Fahrerwechsel: Während Bruno Senna, der beim Großen Preis von Großbritannien von Sakon Yamamoto ersetzt worden war, in sein Cockpit zurückkehrte, musste nun Karun Chandhok sein HRT-Cockpit an Yamamoto abgeben.
Mit Michael Schumacher (viermal), Rubens Barrichello, Alonso, Hamilton und Webber (jeweils einmal) traten fünf ehemalige Sieger zu diesem Grand Prix an.

### Training

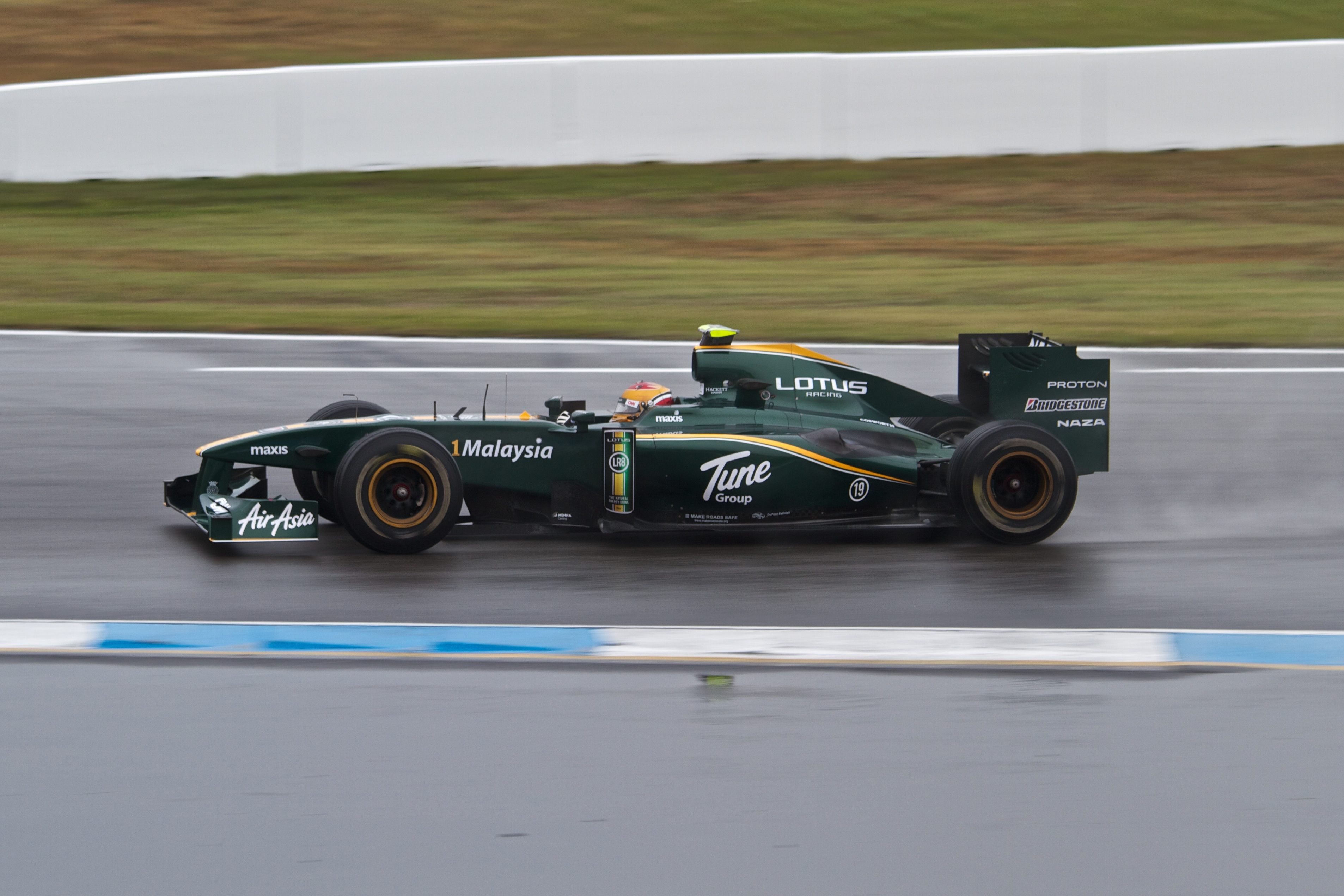
Fairuz Fauzy im ersten freien Training am Freitag

Das erste freie Training fand unter regnerischen Bedingungen statt. Während die Fahrer am Anfang Regenreifen verwendeten, wechselten sie gegen Ende des Trainings auf Intermediate-Reifen. Am besten kam Adrian Sutil mit diesen Bedingungen zurecht und er erzielte mit über einer Sekunde Vorsprung die schnellste Rundenzeit vor Felipe Massa und Button. Fairuz Fauzy nahm in diesem Training für Lotus an Stelle von Heikki Kovalainen teil.
Im zweiten freien Training, in dem die Fahrer mit Slicks fahren konnten, setzte sich Alonso vor Sebastian Vettel und seinem Teamkollegen Massa an die Spitze des Feldes.
Im dritten freien Training am Samstag verwendeten die Piloten zunächst Intermediate-Reifen. Da die Strecke abtrocknete, fuhren die Rennfahrer im letzten Drittel des Trainings mit Slicks. Vettel erzielte unter diesen Bedingungen die schnellste Runde vor Alonso und Webber.

### Qualifying
Das Qualifying bestand aus drei Teilen mit einer Nettolaufzeit von 45 Minuten. Im ersten Qualifying-Segment (Q1) hatten die Fahrer 18 Minuten Zeit, um sich für das Rennen zu qualifizieren. Die besten 17 Fahrer erreichten den nächsten Teil. Der erste Abschnitt des Qualifyings wurde nach einem Unfall von Vitantonio Liuzzi, der ausgangs der letzten Kurve auf der Start- und Zielgeraden die Kontrolle über seinen Rennwagen verlor und in die Mauer einschlug, unterbrochen. Alonso erzielte in diesem Abschnitt die schnellste Runde. Neben Liuzzi schieden die Virgin-, HRT- und Lotus-Piloten aus.
Im zweiten Abschnitt der Qualifikation (Q2) behielt Alonso die Spitzenposition. Die Toro Rosso- und Sauber-Piloten sowie Sutil, Witali Petrow und Schumacher schieden aus.
Im finalen Segment (Q3) sicherte sich Vettel mit zwei Tausendstelsekunden Vorsprung auf Alonso die Pole-Position. Es war die dritte Pole-Position die der Deutsche in Folge erzielte und seine elfte insgesamt. Massa wurde Dritter.

### Rennen
Beim Start kam Vettel nicht gut los. Er konzentrierte sich auf den Zweikampf mit Alonso und übersah dabei, dass Massa mit einem besseren Start an beiden vorbeizog. Darüber hinaus verlor Vettel das Duell gegen Alonso und belegte hinter den beiden Ferrari-Piloten den dritten Platz. In der Parabolika überholte Hamilton Webber und verbesserte sich auf den vierten Platz.

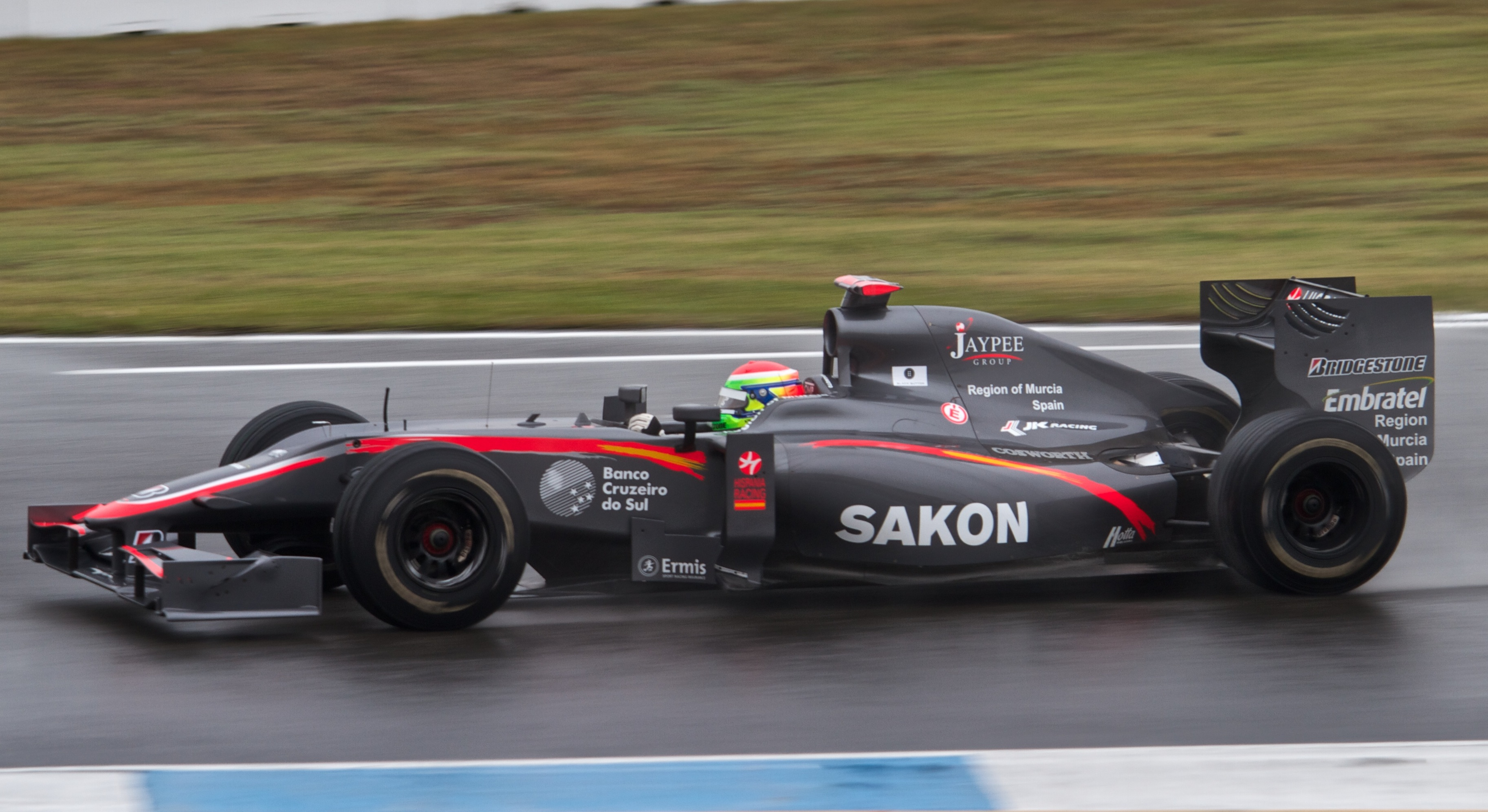
Sakon Yamamoto kehrte bei diesem Rennen ins HRT-Cockpit zurück, schied jedoch vorzeitig aus

Wegen Kollisionen mussten die Force India- und Toro-Rosso-Piloten nach der ersten Runde zu Reparaturarbeiten an die Box. Für Sébastien Buemi war das Rennen allerdings auf Grund des Ausmaßes des Schadens beendet. Die beiden Toro-Rosso-Piloten kollidierten teamintern in der Haarnadel. Nach drei Runden musste auch Jarno Trulli, dessen Rennwagen Getriebeprobleme hatte, aufgeben.
Während sich Massa vor Alonso und Vettel behauptete, mussten beide Force-India-Piloten noch mal an die Box. Bei Sutil wurde ein zweiter Stopp notwendig, da seine Boxencrew beim ersten Stopp versehentlich drei harte und einen weichen Reifen montiert hatte. In der zwölften Runde begann Vettel mit den Boxenstopps. Eine Runde später folgte Alonso und eine Runde danach kam auch Massa an die Box. An der Reihenfolge zwischen den drei Piloten änderte sich allerdings nichts. An der Führung gab es dennoch einen Wechsel, da Button mit einer anderen Strategie fuhr und länger draußen blieb. Für HRT-Pilot Yamamoto war das Rennen nach 19 Runden beendet.
Während Massa mit den weichen Reifen, die er am Start gefahren war, schneller als Alonso war, konnte er sich mit den harten Reifen nicht mehr von Alonso absetzen. Alonso versuchte am Brasilianer vorbeizukommen, schaffte es aber nie vorbei. Nachdem Button an der Box gewesen war, gingen die beiden Ferrari erneut in Führung. Nachdem Alonso am Boxenfunk äußerte, dass er die Situation lächerlich finde, vergrößerte sich der Abstand zwischen den beiden Piloten auf mehrere Sekunden. Nachdem einige Sekunden Abstand zwischen den beiden lagen, gelang es Alonso erneut den Abstand zu verringern. Nach 48 Runden teilte Massas Renningenieur ihm mit, dass Fernando schneller als er sei und fragte ihn ob er diese Botschaft verstanden habe. Eine Runde später nach der Haarnadel ging Massa vom Gas und Alonso zog an ihm vorbei.

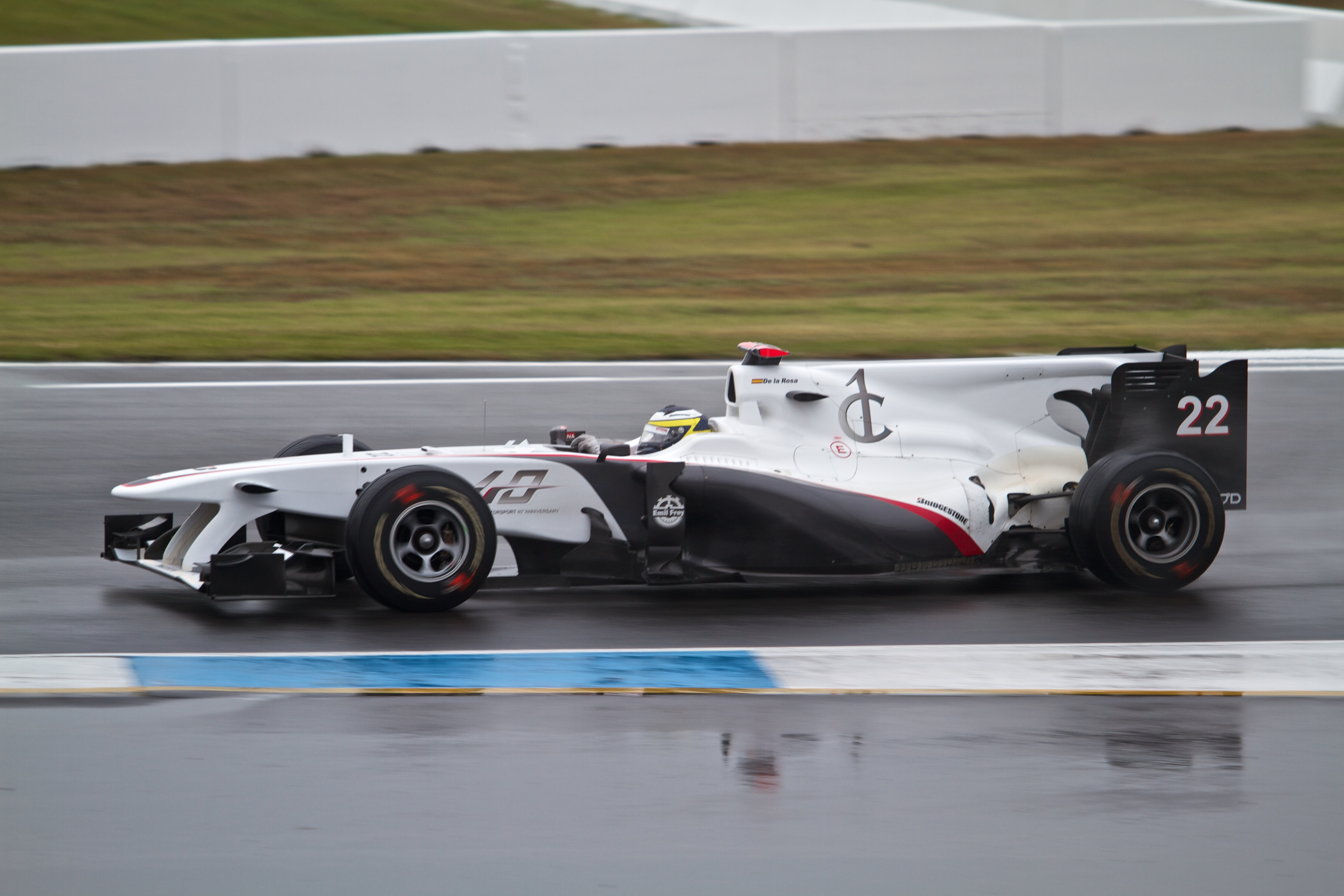
Pedro de la Rosa im Sauber

Während Lucas di Grassi mit einem Aufhängungsschaden ausgefallen war und Kovalainen nach einer Berührung mit Pedro de la Rosa aufgeben musste, konnte Alonso sich an der Spitze von Massa lösen und fuhr mehrere schnellste Runden. Vettel schloss zwar auf Massa auf, war aber nicht in der Lage ihn zu überholen.
Schlussendlich gewann Alonso das Rennen vor Massa und Vettel. Es war der zweite Sieg von Alonso in dieser Saison und sein 23. in der Formel-1-Weltmeisterschaft. Hinter den ersten drei Piloten kamen Hamilton, Button und Webber ins Ziel. Die weiteren Punkte gingen an Kubica, Nico Rosberg, Schumacher und Petrow.
In der Weltmeisterschaft behielt Hamilton die Führung vor Button und auch McLaren-Mercedes behielt die Spitzenposition in der Konstrukteurswertung.
Nach dem Rennen gab es einige Diskussionen über den Platztausch der Ferrari-Piloten, der als verbotene Stallorder eingestuft wurde. Die Rennkommissare sahen die Situation ähnlich und bestraften Ferrari wegen verbotener Stallorder zu einer Geldstrafe von 100.000 US-Dollar. Darüber hinaus hat sich der Weltmotorsportrat der FIA Anfang September mit dem Platztausch beschäftigt. Weitere Sanktionen wurden nicht beschlossen. Des Weiteren gab es nach dem Rennen Diskussionen über das Verbot der Stallorder an sich, wobei es für jede Seite prominente Unterstützer gab.

## Meldeliste
| Team                         | Nr. | Fahrer             | Chassis           | Motor                | Reifen |
| ---------------------------- | --- | ------------------ | ----------------- | -------------------- | ------ |
| Vodafone McLaren Mercedes    | 01  | Jenson Button      | McLaren MP4-25    | Mercedes-Benz 2.4 V8 | B      |
| Vodafone McLaren Mercedes    | 02  | Lewis Hamilton     | McLaren MP4-25    | Mercedes-Benz 2.4 V8 | B      |
| Mercedes GP Petronas F1 Team | 03  | Michael Schumacher | Mercedes MGP W01  | Mercedes-Benz 2.4 V8 | B      |
| Mercedes GP Petronas F1 Team | 04  | Nico Rosberg       | Mercedes MGP W01  | Mercedes-Benz 2.4 V8 | B      |
| Red Bull Racing              | 05  | Sebastian Vettel   | Red Bull RB6      | Renault 2.4 V8       | B      |
| Red Bull Racing              | 06  | Mark Webber        | Red Bull RB6      | Renault 2.4 V8       | B      |
| Scuderia Ferrari Marlboro    | 07  | Felipe Massa       | Ferrari F10       | Ferrari 2.4 V8       | B      |
| Scuderia Ferrari Marlboro    | 08  | Fernando Alonso    | Ferrari F10       | Ferrari 2.4 V8       | B      |
| AT&T Williams                | 09  | Rubens Barrichello | Williams FW32     | Cosworth 2.4 V8      | B      |
| AT&T Williams                | 10  | Nico Hülkenberg    | Williams FW32     | Cosworth 2.4 V8      | B      |
| Renault F1 Team              | 11  | Robert Kubica      | Renault R30       | Renault 2.4 V8       | B      |
| Renault F1 Team              | 12  | Witali Petrow      | Renault R30       | Renault 2.4 V8       | B      |
| Force India F1 Team          | 14  | Adrian Sutil       | Force India VJM03 | Mercedes-Benz 2.4 V8 | B      |
| Force India F1 Team          | 15  | Vitantonio Liuzzi  | Force India VJM03 | Mercedes-Benz 2.4 V8 | B      |
| Scuderia Toro Rosso          | 16  | Sébastien Buemi    | Toro Rosso STR5   | Ferrari 2.4 V8       | B      |
| Scuderia Toro Rosso          | 17  | Jaime Alguersuari  | Toro Rosso STR5   | Ferrari 2.4 V8       | B      |
| Lotus Racing                 | 18  | Jarno Trulli       | Lotus T127        | Cosworth 2.4 V8      | B      |
| Lotus Racing                 | 19  | Fairuz Fauzy       | Lotus T127        | Cosworth 2.4 V8      | B      |
| Lotus Racing                 | 19  | Heikki Kovalainen  | Lotus T127        | Cosworth 2.4 V8      | B      |
| HRT F1 Team                  | 20  | Sakon Yamamoto     | HRT F110          | Cosworth 2.4 V8      | B      |
| HRT F1 Team                  | 21  | Bruno Senna        | HRT F110          | Cosworth 2.4 V8      | B      |
| BMW Sauber F1 Team           | 22  | Pedro de la Rosa   | Sauber C29        | Ferrari 2.4 V8       | B      |
| BMW Sauber F1 Team           | 23  | Kamui Kobayashi    | Sauber C29        | Ferrari 2.4 V8       | B      |
| Virgin Racing                | 24  | Timo Glock         | Virgin VR-01      | Cosworth 2.4 V8      | B      |
| Virgin Racing                | 25  | Lucas di Grassi    | Virgin VR-01      | Cosworth 2.4 V8      | B      |

Anmerkungen
1. 1 2  Fauzy fuhr den Lotus mit der Nummer 19 im ersten freien Training. Kovalainen übernahm das Fahrzeug anschließend für das restliche Rennwochenende.

## Klassifikationen

### Qualifying
| Pos. | Fahrer             | Konstrukteur         | Q1         | Q2       | Q3       | Start |
| ---- | ------------------ | -------------------- | ---------- | -------- | -------- | ----- |
| 01   | Sebastian Vettel   | Red Bull-Renault     | 1:15,152   | 1:14,249 | 1:13,791 | 01    |
| 02   | Fernando Alonso    | Ferrari              | 1:14,808   | 1:14,081 | 1:13,793 | 02    |
| 03   | Felipe Massa       | Ferrari              | 1:15,216   | 1:14,478 | 1:14,290 | 03    |
| 04   | Mark Webber        | Red Bull-Renault     | 1:15,334   | 1:14,340 | 1:14,347 | 04    |
| 05   | Jenson Button      | McLaren-Mercedes     | 1:15,823   | 1:14,716 | 1:14,427 | 05    |
| 06   | Lewis Hamilton     | McLaren-Mercedes     | 1:15,505   | 1:14,488 | 1:14,566 | 06    |
| 07   | Robert Kubica      | Renault              | 1:15,736   | 1:14,835 | 1:15,079 | 07    |
| 08   | Rubens Barrichello | Williams-Cosworth    | 1:16,398   | 1:14,698 | 1:15,109 | 08    |
| 09   | Nico Rosberg       | Mercedes             | 1:16,178   | 1:15,018 | 1:15,179 | 09    |
| 10   | Nico Hülkenberg    | Williams-Cosworth    | 1:16,387   | 1:14,943 | 1:15,339 | 10    |
| 11   | Michael Schumacher | Mercedes             | 1:16,084   | 1:15,026 | –        | 11    |
| 12   | Kamui Kobayashi    | Sauber-Ferrari       | 1:15,951   | 1:15,084 | –        | 12    |
| 13   | Witali Petrow      | Renault              | 1:16,521   | 1:15,307 | –        | 13    |
| 14   | Adrian Sutil       | Force India-Mercedes | 1:16,220   | 1:15,467 | –        | 19    |
| 15   | Pedro de la Rosa   | Sauber-Ferrari       | 1:16,450   | 1:15,550 | –        | 14    |
| 16   | Jaime Alguersuari  | Toro Rosso-Ferrari   | 1:16,664   | 1:15,588 | –        | 15    |
| 17   | Sébastien Buemi    | Toro Rosso-Ferrari   | 1:16,029   | 1:15,974 | –        | 16    |
| 18   | Jarno Trulli       | Lotus-Cosworth       | 1:17,583   | –        | –        | 17    |
| 19   | Heikki Kovalainen  | Lotus-Cosworth       | 1:18,300   | –        | –        | 18    |
| 20   | Timo Glock         | Virgin-Cosworth      | 1:18,343   | –        | –        | 24    |
| 21   | Bruno Senna        | HRT-Cosworth         | 1:18,592   | –        | –        | 20    |
| 22   | Vitantonio Liuzzi  | Force India-Mercedes | 1:18,952   | –        | –        | 21    |
| 23   | Sakon Yamamoto     | HRT-Cosworth         | 1:19,844   | –        | –        | 22    |
| 24   | Lucas di Grassi    | Virgin-Cosworth      | keine Zeit | –        | –        | 23    |

Anmerkungen
1. ↑  Sutil erhielt aufgrund eines Getriebewechsels eine Startplatzstrafe von fünf Plätzen.
2. ↑  Glock erhielt aufgrund eines Getriebewechsels und einer Änderung der Übersetzung eine Startplatzstrafe von zehn Plätzen.
3. ↑  di Grassi erhielt aufgrund eines Getriebewechsels eine Startplatzstrafe von fünf Plätzen.
4. ↑  di Grassi durfte am Rennen teilnehmen, da er im Training ausreichend schnell gefahren war.

### Rennen
| Pos. | Fahrer             | Konstrukteur         | Runden | Stopps | Zeit        | Start | Schnellste Runde |
| ---- | ------------------ | -------------------- | ------ | ------ | ----------- | ----- | ---------------- |
| 01   | Fernando Alonso    | Ferrari              | 67     | 1      | 1:27:38,864 | 02    | 1:15,880 (66.)   |
| 02   | Felipe Massa       | Ferrari              | 67     | 1      | + 4,196     | 03    | 1:16,097 (66.)   |
| 03   | Sebastian Vettel   | Red Bull-Renault     | 67     | 1      | + 5,121     | 01    | 1:15,824 (67.)   |
| 04   | Lewis Hamilton     | McLaren-Mercedes     | 67     | 1      | + 26,896    | 06    | 1:16,503 (65.)   |
| 05   | Jenson Button      | McLaren-Mercedes     | 67     | 1      | + 29,482    | 05    | 1:16,451 (65.)   |
| 06   | Mark Webber        | Red Bull-Renault     | 67     | 1      | + 43,606    | 04    | 1:16,678 (57.)   |
| 07   | Robert Kubica      | Renault              | 66     | 1      | + 1 Runde   | 07    | 1:17,166 (62.)   |
| 08   | Nico Rosberg       | Mercedes             | 66     | 1      | + 1 Runde   | 09    | 1:16,609 (66.)   |
| 09   | Michael Schumacher | Mercedes             | 66     | 1      | + 1 Runde   | 11    | 1:17,088 (66.)   |
| 10   | Witali Petrow      | Renault              | 66     | 1      | + 1 Runde   | 13    | 1:17,198 (62.)   |
| 11   | Kamui Kobayashi    | Sauber-Ferrari       | 66     | 1      | + 1 Runde   | 12    | 1:17,100 (63.)   |
| 12   | Rubens Barrichello | Williams-Cosworth    | 66     | 1      | + 1 Runde   | 08    | 1:17,029 (63.)   |
| 13   | Nico Hülkenberg    | Williams-Cosworth    | 66     | 1      | + 1 Runde   | 10    | 1:16,836 (61.)   |
| 14   | Pedro de la Rosa   | Sauber-Ferrari       | 66     | 2      | + 1 Runde   | 15    | 1:16,527 (61.)   |
| 15   | Jaime Alguersuari  | Toro Rosso-Ferrari   | 66     | 2      | + 1 Runde   | 16    | 1:16,971 (66.)   |
| 16   | Vitantonio Liuzzi  | Force India-Mercedes | 65     | 3      | + 2 Runden  | 22    | 1:16,596 (64.)   |
| 17   | Adrian Sutil       | Force India-Mercedes | 65     | 3      | + 2 Runden  | 14    | 1:16,687 (65.)   |
| 18   | Timo Glock         | Virgin-Cosworth      | 64     | 1      | + 3 Runden  | 20    | 1:18,211 (62.)   |
| 19   | Bruno Senna        | HRT-Cosworth         | 63     | 2      | + 4 Runden  | 21    | 1:20,861 (57.)   |
| –    | Heikki Kovalainen  | Lotus-Cosworth       | 56     | 1      | DNF         | 19    | 1:20,664 (51.)   |
| –    | Lucas di Grassi    | Virgin-Cosworth      | 50     | 0      | DNF         | 24    | 1:20,703 (49.)   |
| –    | Sakon Yamamoto     | HRT-Cosworth         | 19     | 2      | DNF         | 23    | 1:23,541 (16.)   |
| –    | Jarno Trulli       | Lotus-Cosworth       | 3      | 1      | DNF         | 18    | 2:14,452 (02.)   |
| –    | Sébastien Buemi    | Toro Rosso-Ferrari   | 1      | 0      | DNF         | 17    | –                |

## WM-Stände nach dem Rennen
Die ersten zehn des Rennens bekommen 25, 18, 15, 12, 10, 8, 6, 4, 2 bzw. 1 Punkt(e).

### Fahrerwertung
| Pos. | Fahrer             | Konstrukteur         | Punkte |
| ---- | ------------------ | -------------------- | ------ |
| 01   | Lewis Hamilton     | McLaren-Mercedes     | 157    |
| 02   | Jenson Button      | McLaren-Mercedes     | 143    |
| 03   | Mark Webber        | Red Bull-Renault     | 136    |
| 04   | Sebastian Vettel   | Red Bull-Renault     | 136    |
| 05   | Fernando Alonso    | Ferrari              | 123    |
| 06   | Nico Rosberg       | Mercedes             | 94     |
| 07   | Robert Kubica      | Renault              | 89     |
| 08   | Felipe Massa       | Ferrari              | 85     |
| 09   | Michael Schumacher | Mercedes             | 38     |
| 10   | Adrian Sutil       | Force India-Mercedes | 35     |
| 11   | Rubens Barrichello | Williams-Cosworth    | 29     |
| 12   | Kamui Kobayashi    | Sauber-Ferrari       | 15     |
| 13   | Vitantonio Liuzzi  | Force India-Mercedes | 12     |

| Pos. | Fahrer            | Konstrukteur       | Punkte |
| ---- | ----------------- | ------------------ | ------ |
| 14   | Witali Petrow     | Renault            | 7      |
| 15   | Sébastien Buemi   | Toro Rosso-Ferrari | 7      |
| 16   | Jaime Alguersuari | Toro Rosso-Ferrari | 3      |
| 17   | Nico Hülkenberg   | Williams-Cosworth  | 2      |
| 18   | Pedro de la Rosa  | Sauber-Ferrari     | 0      |
| 19   | Heikki Kovalainen | Lotus-Cosworth     | 0      |
| 20   | Karun Chandhok    | HRT-Cosworth       | 0      |
| 21   | Lucas di Grassi   | Virgin-Cosworth    | 0      |
| 22   | Jarno Trulli      | Lotus-Cosworth     | 0      |
| 23   | Bruno Senna       | HRT-Cosworth       | 0      |
| 24   | Timo Glock        | Virgin-Cosworth    | 0      |
| 25   | Sakon Yamamoto    | HRT-Cosworth       | 0      |

### Konstrukteurswertung
| Pos. | Konstrukteur         | Punkte |
| ---- | -------------------- | ------ |
| 01   | McLaren-Mercedes     | 300    |
| 02   | Red Bull-Renault     | 272    |
| 03   | Ferrari              | 208    |
| 04   | Mercedes             | 132    |
| 05   | Renault              | 96     |
| 06   | Force India-Mercedes | 47     |

| Pos. | Konstrukteur       | Punkte |
| ---- | ------------------ | ------ |
| 07   | Williams-Cosworth  | 31     |
| 08   | Sauber-Ferrari     | 15     |
| 09   | Toro Rosso-Ferrari | 10     |
| 10   | Lotus-Cosworth     | 0      |
| 11   | HRT-Cosworth       | 0      |
| 12   | Virgin-Cosworth    | 0      |